# Saint-Laurent-des-Vignes
Pour les articles homonymes, voir Saint-Laurent et Vignes.
Saint-Laurent-des-Vignes est une commune française située dans le département de la Dordogne, en région Nouvelle-Aquitaine.

## Géographie

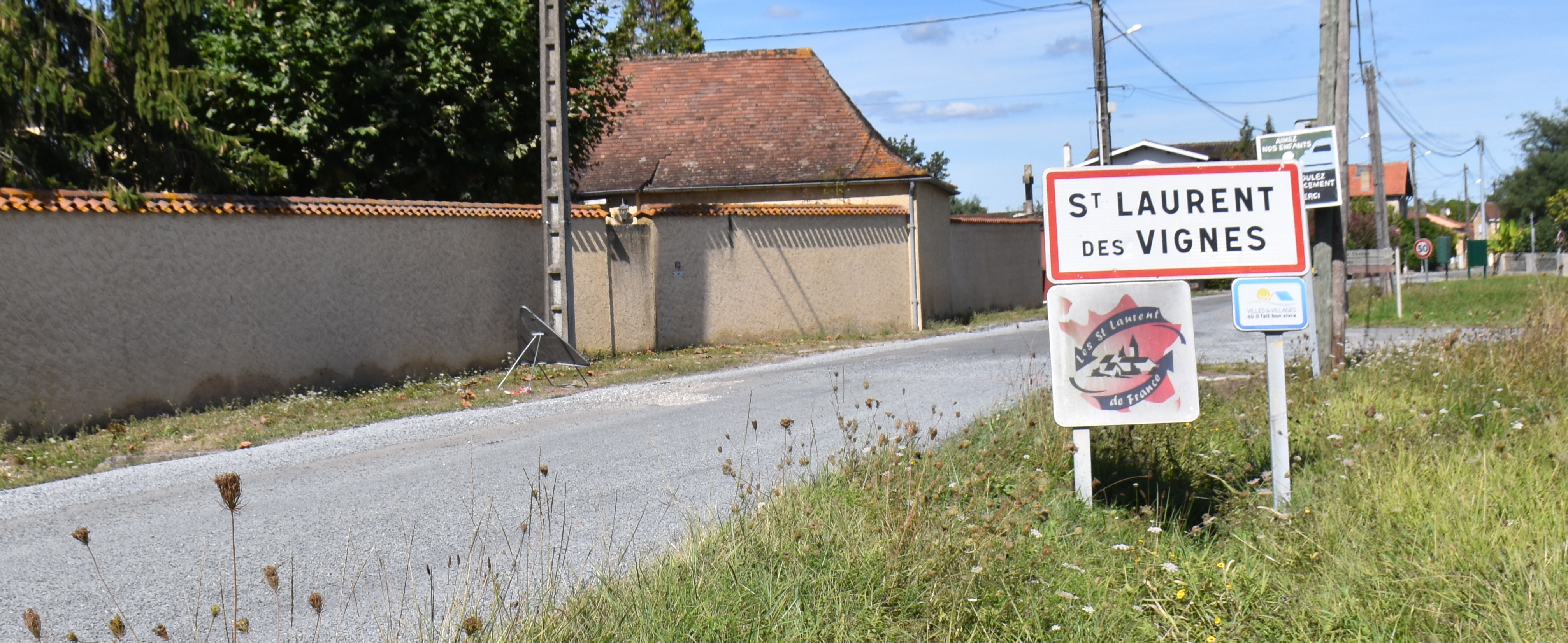
Une entrée du bourg.

### Généralités
Incluse dans l'unité urbaine de Bergerac, la commune de Saint-Laurent-des-Vignes se situe en Bergeracois, dans le quart sud-ouest du département de la Dordogne. Elle est bordée au nord par la Dordogne qui la sépare de Prigonrieux.
Le village de Saint-Laurent-des-Vignes, à l'écart des routes principales mais à environ un demi-kilomètre au nord de la route départementale (RD) 14, se situe, en distances orthodromiques, cinq kilomètres au sud-ouest de Bergerac.
Le territoire communal est traversé au nord par les RD 936 et 936E1, et bordé au sud-est par la RD 933.

### Communes limitrophes
Saint-Laurent-des-Vignes est limitrophe de cinq autres communes.
| Prigonrieux           |                          | Bergerac    |
| Lamonzie-Saint-Martin | Saint-Laurent-des-Vignes |             |
| Pomport               |                          | Monbazillac |

### Géologie et relief

#### Géologie
Situé sur la plaque nord du Bassin aquitain et bordé à son extrémité nord-est par une frange du Massif central, le département de la Dordogne présente une grande diversité géologique. Les terrains sont disposés en profondeur en strates régulières, témoins d'une sédimentation sur cette ancienne plate-forme marine. Le département peut ainsi être découpé sur le plan géologique en quatre gradins différenciés selon leur âge géologique. Saint-Laurent-des-Vignes est située dans le quatrième gradin à partir du nord-est, un plateau formé de dépôts siliceux-gréseux et de calcaires lacustres de l'ère tertiaire.
Les couches affleurantes sur le territoire communal sont constituées de formations superficielles du Quaternaire et de roches sédimentaires datant du Cénozoïque. La formation la plus ancienne, notée e6b, se compose de molasses inférieures (faciès argileux dominant)  (Bartonien supérieur continental). La formation la plus récente, notée CF, fait partie des formations superficielles de type colluvions indifférenciées sablo-argileuses et argilo-sableuses. Le descriptif de ces couches est détaillé dans  les feuilles « no 806 - Bergerac » et « no 830 - Eymet » de la carte géologique au 1/50 000 de la France métropolitaine, et leurs notices associées,.

Carte géologique de Saint-Laurent-des-Vignes.

#### Relief et paysages
Le département de la Dordogne se présente comme un vaste plateau incliné du nord-est (491 m, à la forêt de Vieillecour dans le Nontronnais, à Saint-Pierre-de-Frugie) au sud-ouest (2 m à Lamothe-Montravel). L'altitude du territoire communal varie quant à elle entre 12 mètres au nord-ouest, au lieu-dit Grand-Castang, là où la Dordogne quitte la commune pour servir de limite entre celles de Lamonzie-Saint-Martin et Prigonrieux, et 59 mètres au sud, près du lieu-dit le Marsalet, en limite de la commune de Monbazillac.
Dans le cadre de la Convention européenne du paysage entrée en vigueur en France le 1er juillet 2006, renforcée par la loi du 8 août 2016 pour la reconquête de la biodiversité, de la nature et des paysages, un atlas des paysages de la Dordogne a été élaboré sous maîtrise d’ouvrage de l’État et publié en octobre 2020. Les paysages du département s'organisent en huit unités paysagères,. La commune est dans le Bergeracois, une région naturelle présentant un relief contrasté, avec les deux grandes vallées de la Dordogne et du Dropt séparées par un plateau plus ou moins vallonné, dont la pente générale s’incline doucement d’est en ouest. Ce territoire offre des paysages ouverts qui tranchent avec les paysages périgourdins. Il est composé de vignes, vergers et cultures,.
La superficie cadastrale de la commune publiée par l'Insee, qui sert de référence dans toutes les statistiques, est de 8,08 km2,,. La superficie géographique, issue de la BD Topo, composante du Référentiel à grande échelle produit par l'IGN, est quant à elle de 8,1 km2.

### Hydrographie

#### Réseau hydrographique
La commune est située dans le bassin de la Dordogne au sein du Bassin Adour-Garonne. Elle est drainée par la Dordogne, le ruisseau de Gabanelle et par divers petits cours d'eau, qui constituent un réseau hydrographique de 19 km de longueur totale,.
La Dordogne, d'une longueur totale de 483,1 km, prend naissance sur les flancs du puy de Sancy (1 885 m), dans la chaîne des monts Dore, traverse six départements dont la Dordogne dans sa partie sud, et conflue avec la Garonne à Bayon-sur-Gironde, pour former l'estuaire de la Gironde,. Elle borde la commune au nord sur près de deux kilomètres et demi, face à Prigonrieux.
Son affluent de rive gauche le ruisseau de Gabanelle sert de limite territoriale au nord-est sur un kilomètre et demi, face à Bergerac.

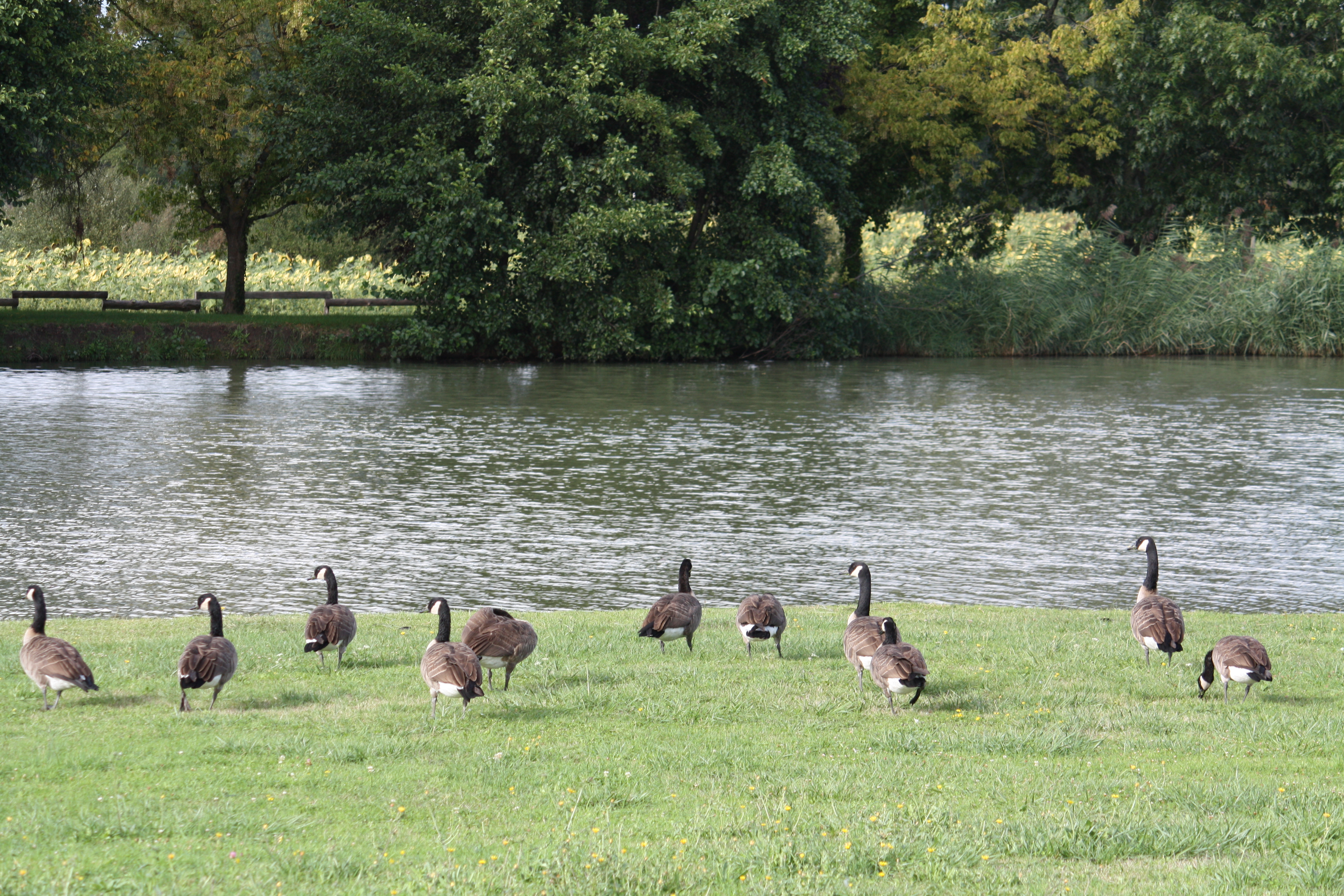
Bernaches du Canada au bord d'un plan d'eau de la commune.
Réseaux hydrographique et routier de Saint-Laurent-des-Vignes.

#### Gestion et qualité des eaux
Le territoire communal est couvert par le schéma d'aménagement et de gestion des eaux (SAGE) « Dordogne Atlantique ». Ce document de planification, dont le territoire correspond au sous‐bassin le plus aval du bassin versant de la Dordogne (aval de la confluence Dordogne - Vézère)., d'une superficie de 2 700 km2 est en cours d'élaboration. La structure porteuse de l'élaboration et de la mise en œuvre est l'établissement public territorial de bassin de la Dordogne (EPIDOR). Il définit sur son territoire les objectifs généraux d’utilisation, de mise en valeur et de protection quantitative et qualitative des ressources en eau superficielle et souterraine, en respect des objectifs de qualité définis dans le troisième SDAGE  du Bassin Adour-Garonne qui couvre la période 2022-2027, approuvé le 10 mars 2022.
La qualité des eaux de baignade et des cours d’eau peut être consultée sur un site dédié géré par les agences de l’eau et l’Agence française pour la biodiversité.

### Climat
Pour des articles plus généraux, voir Climat de la Nouvelle-Aquitaine et Climat de la Dordogne.
Historiquement, la commune est exposée à un climat océanique aquitain.  
En 2020, Météo-France publie une typologie des climats de la France métropolitaine dans laquelle la commune est exposée à un climat océanique et est dans la région climatique  Aquitaine, Gascogne, caractérisée par une pluviométrie abondante au printemps, modérée en automne, un faible ensoleillement au printemps, un été chaud (19,5 °C), des vents faibles, des brouillards fréquents en automne et en hiver et des orages fréquents en été (15 à 20 jours).
Pour la période 1971-2000, la température annuelle moyenne est de 13,2 °C, avec  une amplitude thermique annuelle de 15,2 °C. Le cumul annuel moyen de précipitations est de 793 mm, avec 10,3 jours de précipitations en janvier et 6,6 jours en juillet. Pour la période 1991-2020, la température moyenne annuelle observée sur la station météorologique la plus proche, située sur la commune de Bergerac à 4 km à vol d'oiseau, est de 13,2 °C et le cumul annuel moyen de précipitations est de 792,9 mm,. Pour l'avenir, les paramètres climatiques de la commune estimés pour 2050 selon différents scénarios d’émission de gaz à effet de serre sont consultables sur un site dédié publié par Météo-France en novembre 2022.

### Milieux naturels et biodiversité

#### Natura 2000
La Dordogne est un site du réseau Natura 2000 limité aux départements de la Dordogne et de la Gironde, et qui concerne les 104 communes riveraines de la Dordogne, dont Saint-Laurent-des-Vignes,. Seize espèces animales et une espèce végétale inscrites à l'annexe II de la directive 92/43/CEE de l'Union européenne y ont été répertoriées.

#### ZNIEFF
Saint-Laurent-des-Vignes fait partie des 102 communes concernées par la zone naturelle d'intérêt écologique, faunistique et floristique (ZNIEFF) de type II « La Dordogne »,, dans laquelle ont été répertoriées huit espèces animales déterminantes et cinquante-sept espèces végétales déterminantes, ainsi que quarante-trois autres espèces animales et trente-neuf autres espèces végétales.

## Urbanisme

### Typologie
Au 1er janvier 2024, Saint-Laurent-des-Vignes est catégorisée commune rurale à habitat dispersé, selon la nouvelle grille communale de densité à 7 niveaux définie par l'Insee en 2022.
Elle appartient à l'unité urbaine de Bergerac, une agglomération inter-départementale dont elle est une commune de la banlieue,. Par ailleurs la commune fait partie de l'aire d'attraction de Bergerac, dont elle est une commune de la couronne,. Cette aire, qui regroupe 73 communes, est catégorisée dans les aires de 50 000 à moins de 200 000 habitants,.

### Occupation des sols
L'occupation des sols de la commune, telle qu'elle ressort de la base de données européenne d’occupation biophysique des sols Corine Land Cover (CLC), est marquée par l'importance des territoires agricoles (80,5 % en 2018), en diminution par rapport à 1990 (93,3 %). La répartition détaillée en 2018 est la suivante : 
cultures permanentes (61,4 %), zones urbanisées (16,8 %), terres arables (16,8 %), eaux continentales (2,3 %), zones agricoles hétérogènes (2 %), zones industrielles ou commerciales et réseaux de communication (0,4 %), prairies (0,2 %). L'évolution de l’occupation des sols de la commune et de ses infrastructures peut être observée sur les différentes représentations cartographiques du territoire : la carte de Cassini (XVIIIe siècle), la carte d'état-major (1820-1866) et les cartes ou photos aériennes de l'IGN pour la période actuelle (1950 à aujourd'hui).

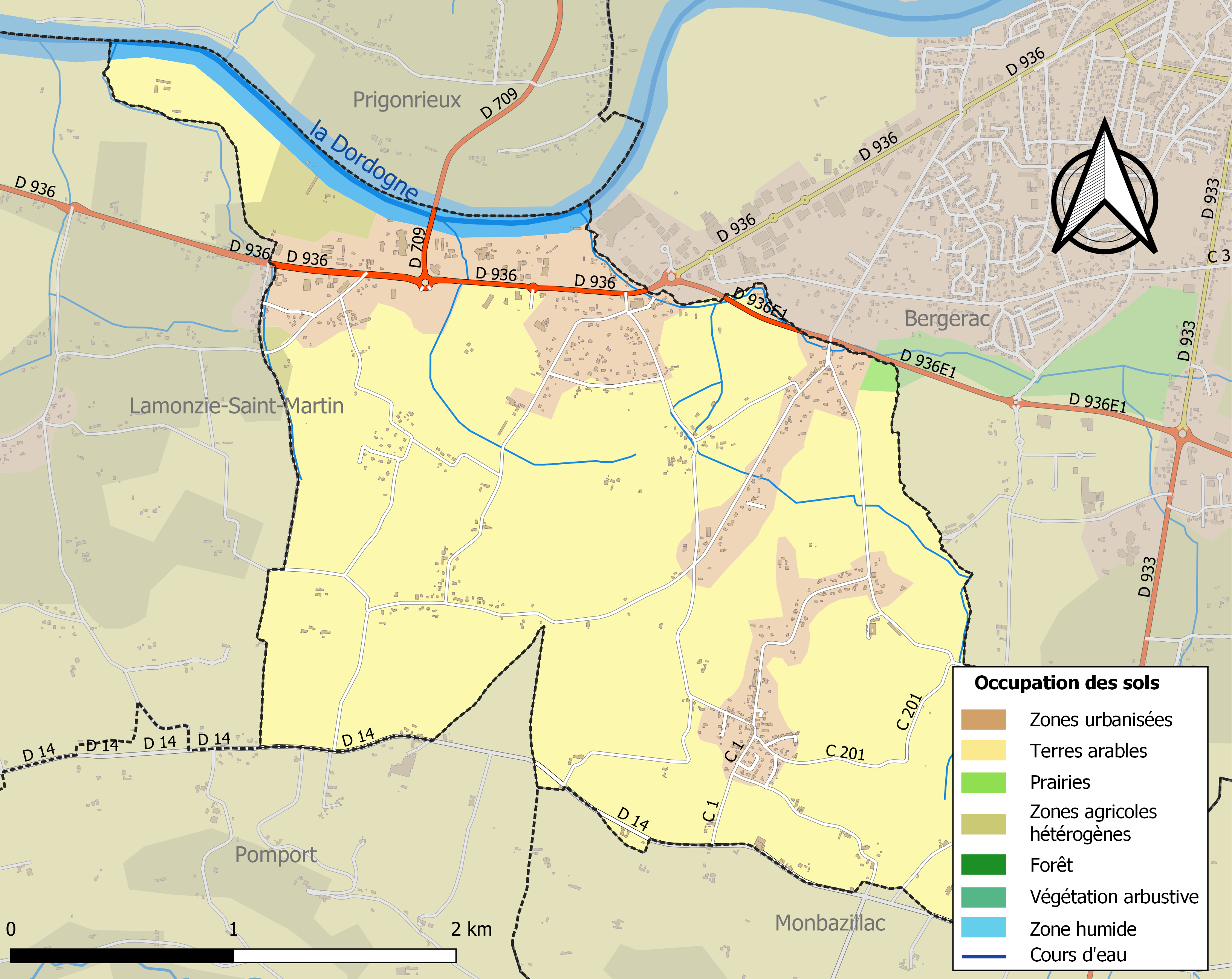
Carte des infrastructures et de l'occupation des sols de la commune en 2018 (CLC).

### Villages, hameaux, lieux-dits
(Liste non exhaustive)
Outre le bourg de Saint-Laurent-des-Vignes proprement dit, la commune est composée d'autres villages ou hameaux : les Cabanes - Carbonnière - les Doris - la Foncalpre - Gabanelle - Grand Castang - Grands Champs - les Haons - Labarthe - Malpas - la Marche - les Martras - le Paillet - la Peyrette - le Poncet - Rabier - le Rauly Bas - Saint-Cernin - Saint-Laurent - les Seguinots - Sénissonnes - le Terrible, ainsi que du lieu-dit : le Biquaro.

### Prévention des risques
Le territoire de la commune de Saint-Laurent-des-Vignes est vulnérable à différents aléas naturels : météorologiques (tempête, orage, neige, grand froid, canicule ou sécheresse), inondations, feux de forêts, mouvements de terrains et séisme (sismicité très faible). Il est également exposé à un risque technologique, la rupture d'un barrage. Un site publié par le BRGM permet d'évaluer simplement et rapidement les risques d'un bien localisé soit par son adresse soit par le numéro de sa parcelle.

#### Risques naturels
La commune fait partie du territoire à risques importants d'inondation (TRI) de Bergerac, regroupant les 22 communes (15 en Dordogne et 7 en Gironde) concernées par un risque de débordement de la Dordogne, un des 18 TRI qui ont été arrêtés fin 2012 sur le bassin Adour-Garonne. Les événements significatifs antérieurs à 2014 sont la crue de 1843 (4 100 m3/s à Bergerac, la crue de référence historique de période de retour au moins centennale), les crues de 1912, 1944 et 1952 (période de retour de 50 ans) et les crues de 1982 et 1994 (période de retour de 20 ans). Des cartes des surfaces inondables ont été établies pour trois scénarios : fréquent (crue de temps de retour de 10 ans à 30 ans), moyen (temps de retour de 100 ans à 300 ans) et extrême (temps de retour de l'ordre de 1 000 ans, qui met en défaut tout système de protection). La commune a été reconnue en état de catastrophe naturelle au titre des dommages causés par les inondations et coulées de boue survenues en 1982, 1988, 1993, 1996, 1997, 1999 et 2018,. Le risque inondation est pris en compte dans l'aménagement du territoire de la commune par le biais du plan de prévention des risques inondation (PPRI) de la « vallée de la Dordogne - Bergeracois », couvrant 5 communes et approuvé le 29 juin 2006, pour les crues de la Dordogne,.
Saint-Laurent-des-Vignes est exposée au risque de feu de forêt. L’arrêté préfectoral du 14 mars 2013 fixe les conditions de pratique des incinérations et de brûlage dans un objectif de réduire le risque de départs d’incendie. À ce titre, des périodes sont déterminées : interdiction totale du 15 février au 15 mai et du 15 juin au 15 octobre, utilisation réglementée du 16 mai au 14 juin et du 16 octobre au 14 février. En septembre 2020, un plan inter-départemental de protection des forêts contre les incendies (PidPFCI) a été adopté pour la période 2019-2029,.

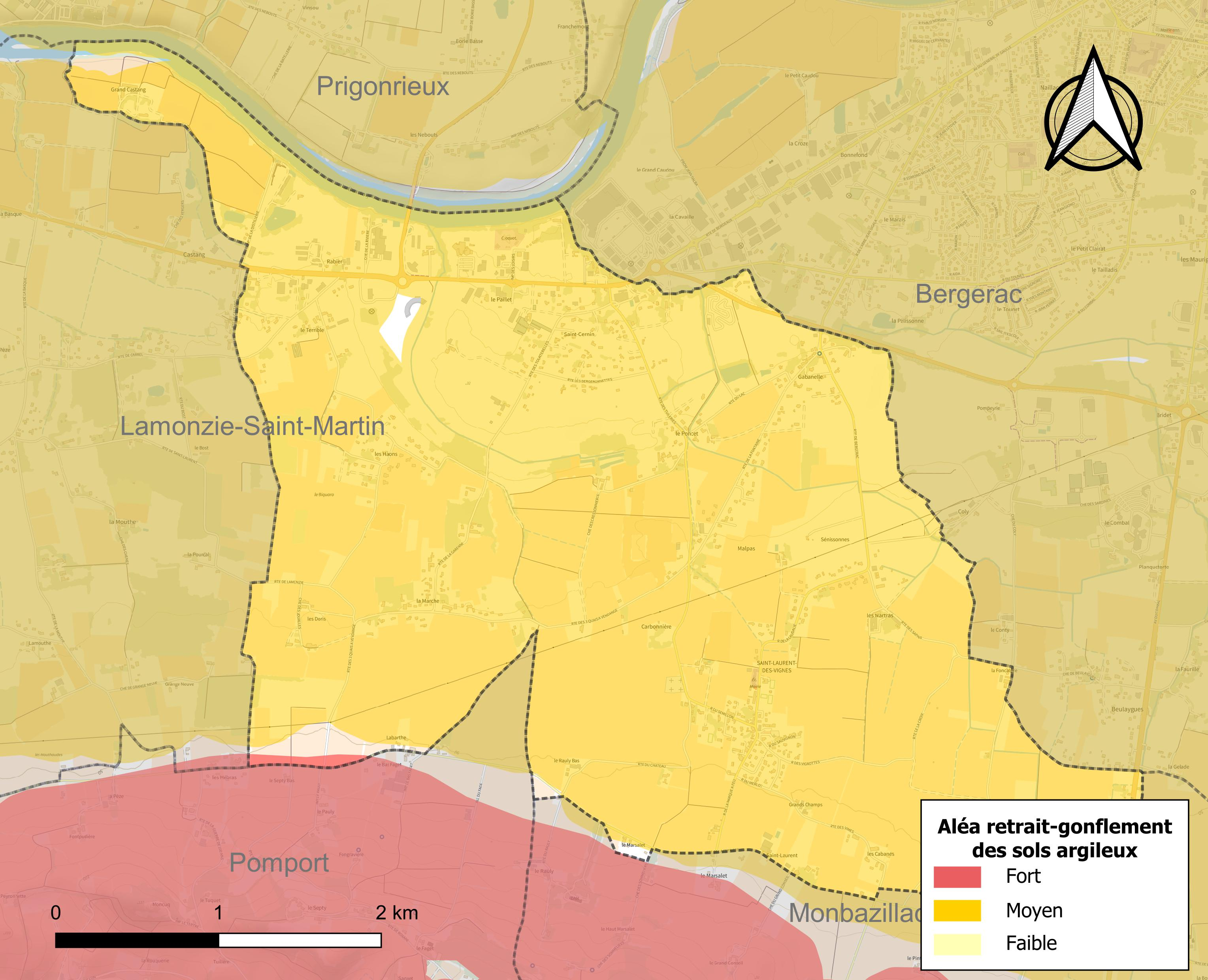
Carte des zones d'aléa retrait-gonflement des sols argileux de Saint-Laurent-des-Vignes.

Les mouvements de terrains susceptibles de se produire sur la commune sont des tassements différentiels. Le retrait-gonflement des sols argileux est susceptible d'engendrer des dommages importants aux bâtiments en cas d’alternance de périodes de sécheresse et de pluie. 98,5 % de la superficie communale est en aléa moyen ou fort (58,6 % au niveau départemental et 48,5 % au niveau national métropolitain). Depuis le 1er octobre 2020, en application de la loi ÉLAN, différentes contraintes s'imposent aux vendeurs, maîtres d'ouvrages ou constructeurs de biens situés dans une zone classée en aléa moyen ou fort,.
La commune a été reconnue en état de catastrophe naturelle au titre des dommages causés par la sécheresse en 1989, 1992, 1995, 2005, 2011 et 2017 et par des mouvements de terrain en 1999.

#### Risque technologique
La commune est en outre située en aval du barrage de Bort-les-Orgues, un ouvrage de classe A situé dans le département de la Corrèze et faisant l'objet d'un PPI depuis 2009. À ce titre elle est susceptible d’être touchée par l’onde de submersion consécutive à la rupture de cet ouvrage.

## Toponymie
La première mention écrite connue du lieu figure dans un écrit du XIVe siècle sous la forme Sanctus Laurentius prope Brageriacum, puis Sanctus Laurentius de Vineis, en 1495.
En occitan, la commune se nomme Sent Laurenç dei Vinhas.

## Histoire
La première mention écrite connue du lieu remonte au XIVe siècle sous la forme Sanctus Laurentius prope Brageracium (« Saint Laurent près de Bergerac », avant d'être nommé Sanctus Laurentius de Vineis à la fin du siècle suivant.
Dans les premières années de la Révolution française, la commune de Saint Cernin de Gabanelle fusionne avec celle de Saint-Laurent-des-Vignes.

## Politique et administration

### Intercommunalité
Fin 2001, Saint-Laurent-des-Vignes intègre dès sa création la communauté de communes de Bergerac Pourpre. Celle-ci est dissoute au 31 décembre 2012 et remplacée au 1er janvier 2013 par la communauté d'agglomération bergeracoise. Celle-ci fusionne avec la communauté de communes des Coteaux de Sigoulès au 1er janvier 2017 pour former la nouvelle communauté d'agglomération bergeracoise.

### Administration municipale
La population de la commune étant comprise entre 500 et 1 499 habitants au recensement de 2017, quinze conseillers municipaux ont été élus en 2020,.

### Liste des maires

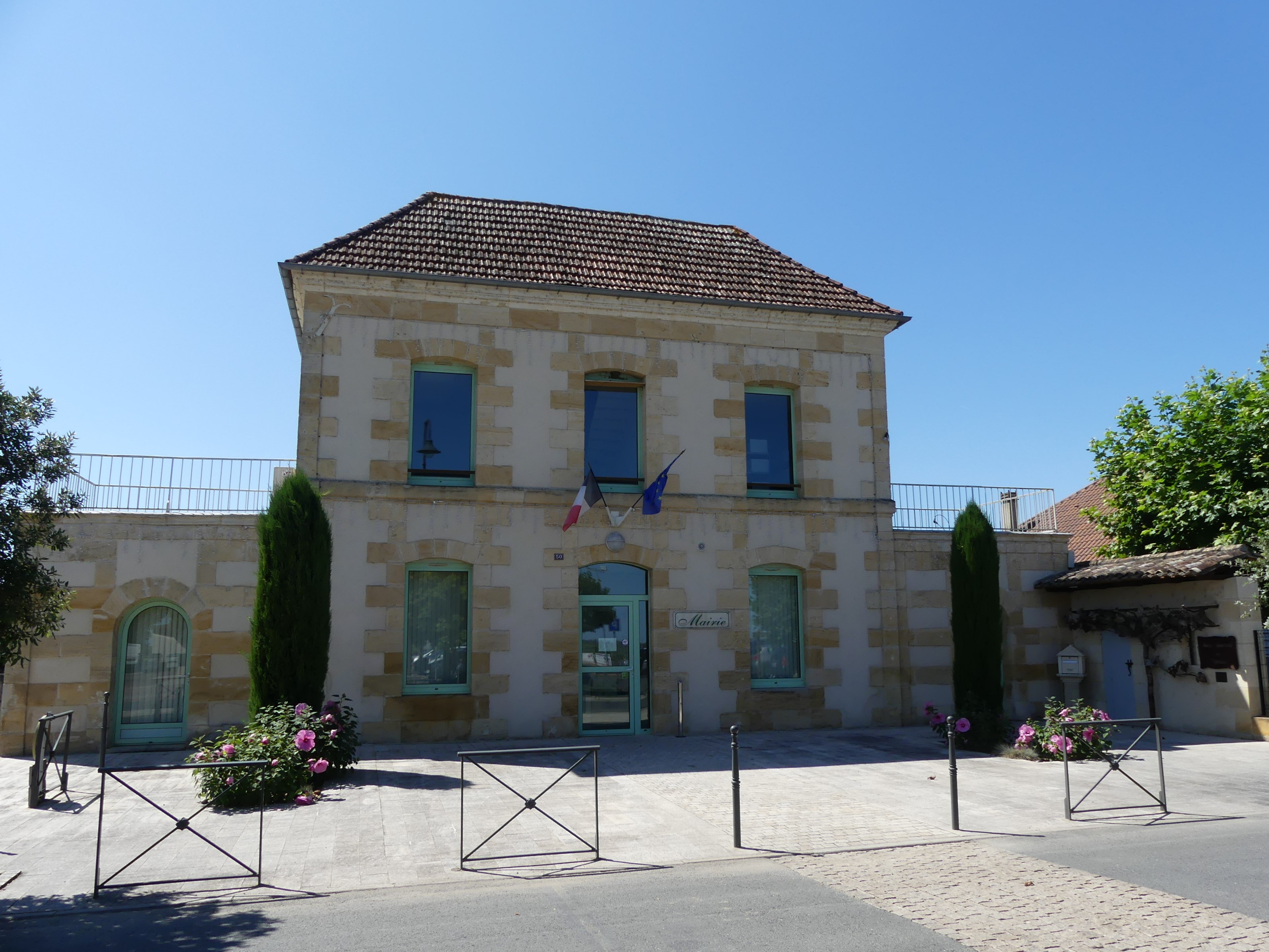
La mairie en 2017.

| Période                                  | Période         | Identité                | Étiquette | Qualité                      |
| ---------------------------------------- | --------------- | ----------------------- | --------- | ---------------------------- |
| Les données manquantes sont à compléter. |                 |                         |           |                              |
| 8 frimaire An IV                         | An V            | Pierre Alard            |           | Premier Agent municipal      |
| 16 pluviôse An VI                        | An VII          | Peyrot                  |           | Agent municipal              |
| 2 messidor An VII                        | An VII          | Zacharie Dusselle       |           | Agent municipal              |
| An VIII                                  | An VIII         | Boyer                   |           | Adjoint ?                    |
| An VIII                                  | An XI           | Étienne Vaussanger      |           | Agriculteur maire municipal  |
| An XII                                   | 1814            | Zacharie Dusselle       |           | Agriculteur                  |
| 1815                                     | 1816            | François Eyriniac       |           | Maire de Bergerac            |
| 1817                                     | 1818            | Jean Zacharie Broutille |           | Adjoint au maire de Bergerac |
| 1818                                     | 1824            | Élie Grossoleil         |           |                              |
| 22 février 1825                          | 1826            | Mourgue                 |           |                              |
| 8 mars 1826                              | 1831            | Vigier                  |           |                              |
| 1832                                     | 1835            | Mourgue                 |           |                              |
| 25 avril 1835                            | 1838            | Boyer                   |           |                              |
| 12 juin 1838                             | 1848            | Moulinier               |           |                              |
| 29 mai 1848                              | 1854            | Peytavie                |           |                              |
| 1855                                     | 1860            | Élie Grossoleil         |           |                              |
| 1861                                     | 1870            | Croux                   |           |                              |
| 1870                                     | 1871            | Jean Élie Grossoleil    |           |                              |
| 1871                                     | 21 février 1876 | Croux                   |           |                              |
| 1876                                     | 1879            | Élie Grossoleil         |           |                              |
| 1880                                     | 1885            | Valleton                |           |                              |
| 1885                                     | 1897            | A. du Peyroux           |           | Propriétaire                 |
| 1886                                     | 1902            | Jean Martaux            |           | Propriétaire                 |
| 29 septembre 1902                        | 1912            | Pierre Denoux           |           |                              |
| 8 juillet 1912                           | 1935            | Jean Fauvel             |           | Meunier                      |
| 19 mars 1935                             | septembre 1955  | Michel Durand           |           | Agriculteur                  |
| septembre 1955                           | 1970            | René Royère             |           |                              |
| 1971                                     | 1977            | Jean Royère             |           |                              |
| 1977                                     | 1994            | Michel Behague          | SE        | Directeur agro-alimentaire   |
| 1995                                     | 2014            | Gilbert Obre            | SE        | Retraité agricole            |
| mars 2014 (réélu en mai 2020)            | En cours        | Jean-Claude Portolan    |           | Retraité                     |

## Équipements et services publics

### Justice
En 2023, dans le domaine judiciaire, Saint-Laurent-des-Vignes relève : 
- du tribunal judiciaire, du tribunal pour enfants, du conseil de prud'hommes et du tribunal de commerce de Bergerac ;
- du pôle Nationalité du tribunal judiciaire de Périgueux (compétent uniquement dans le domaine de la nationalité) ;
- de la cour d'appel, du tribunal administratif et de la  cour administrative d'appel de Bordeaux.

## Population et société

### Démographie
L'évolution du nombre d'habitants est connue à travers les recensements de la population effectués dans la commune depuis 1800. Pour les communes de moins de 10 000 habitants, une enquête de recensement portant sur toute la population est réalisée tous les cinq ans, les populations de référence des années intermédiaires étant quant à elles estimées par interpolation ou extrapolation. Pour la commune, le premier recensement exhaustif entrant dans le cadre du nouveau dispositif a été réalisé en 2006.

En 2022, la commune comptait 1 028 habitants, en évolution de +16,03 % par rapport à 2016 (Dordogne : +0,37 %, France hors Mayotte : +2,11 %).
| 1800 | 1806 | 1821 | 1831 | 1836 | 1841 | 1846 | 1851 | 1856 |
| ---- | ---- | ---- | ---- | ---- | ---- | ---- | ---- | ---- |
| 317  | 308  | 350  | 361  | 423  | 384  | 368  | 432  | 389  |

| 1861 | 1866 | 1872 | 1876 | 1881 | 1886 | 1891 | 1896 | 1901 |
| ---- | ---- | ---- | ---- | ---- | ---- | ---- | ---- | ---- |
| 362  | 372  | 402  | 400  | 381  | 385  | 387  | 422  | 406  |

| 1906 | 1911 | 1921 | 1926 | 1931 | 1936 | 1946 | 1954 | 1962 |
| ---- | ---- | ---- | ---- | ---- | ---- | ---- | ---- | ---- |
| 416  | 396  | 370  | 405  | 414  | 447  | 536  | 529  | 528  |

| 1968 | 1975 | 1982 | 1990 | 1999 | 2006 | 2011 | 2016 | 2021  |
| ---- | ---- | ---- | ---- | ---- | ---- | ---- | ---- | ----- |
| 525  | 531  | 603  | 709  | 732  | 732  | 852  | 886  | 1 001 |

| 2022  | - | - | - | - | - | - | - | - |
| ----- | - | - | - | - | - | - | - | - |
| 1 028 | - | - | - | - | - | - | - | - |

### Manifestations culturelles et festivités
- Festival country en juillet.
- Fête votive début août[69].

### Sports
- Organisée par l'association Le Monteil/Lamonzie-SaintMartin/Saint-Laurent-des-Vignes, la « Rando 24 Pourpre » est une randonnée en marche, trail ou VTT qui se tient au mois de septembre (19e édition en 2024)[70].

## Économie

### Emploi
En 2015, parmi la population communale comprise entre 15 et 64 ans, les actifs représentent 376 personnes, soit 42,2 % de la population municipale. Le nombre de chômeurs (quarante-cinq) a augmenté par rapport à 2010 (trente-neuf) et le taux de chômage de cette population active s'établit à 12 %.

### Établissements
Au 31 décembre 2015, la commune compte 125 établissements, dont 74 au niveau des commerces, transports ou services, vingt dans la construction, dix-huit dans l'agriculture, la sylviculture ou la pêche, sept dans l'industrie, et six relatifs au secteur administratif, à l'enseignement, à la santé ou à l'action sociale.

### Entreprises
Tous secteurs confondus, parmi les entreprises dont le siège social est en Dordogne, deux situées à Saint-Laurent-des-Vignes se classent parmi les cinquante premières quant au chiffre d'affaires hors taxes en 2015-2016 :
- « Blason d'or SAS » (transformation et conservation de la viande de volaille) se classe 14e avec 43 413 k€ ;
- « Couleurs d'Aquitaine » (commerce de gros interentreprises de boissons) se classe 49e avec 22 924 k€.

Parmi les cinquante premières entreprises de chaque secteur économique dans le département, classées selon le chiffre d'affaires hors taxes en 2015-2016, on trouve trois entreprises implantées à Saint-Laurent-des-Vignes :
- dans l'agroalimentaire, « Blason d'or SAS » se classe 3e[75] ;
- dans le commerce[76] :
  - Couleurs d'Aquitaine se classe 26e ;
  - Unidor (commerce de gros interentreprises de boissons) se classe 40e avec 16 234 k€.

Tous secteurs confondus, deux de ces entreprises figurent parmi les cinquante premières de la Dordogne, quant au chiffre d'affaires à l'exportation en 2015-2016 :
- Couleurs d'Aquitaine, 19e avec 3 473 k€ ;
- Unidor, 29e avec 1 527 k€.

Fin 2018, le nouveau siège social du Crédit agricole Charente-Périgord est implanté à Saint-Laurent-des-Vignes, transféré depuis le Combal à Bergerac Il emploie 180 salariés.

## Culture locale et patrimoine

### Lieux et monuments
- L'église Saint-Laurent du XVIIIe siècle avec clocher-mur a remplacé l'église romane d'origine[59],[79].

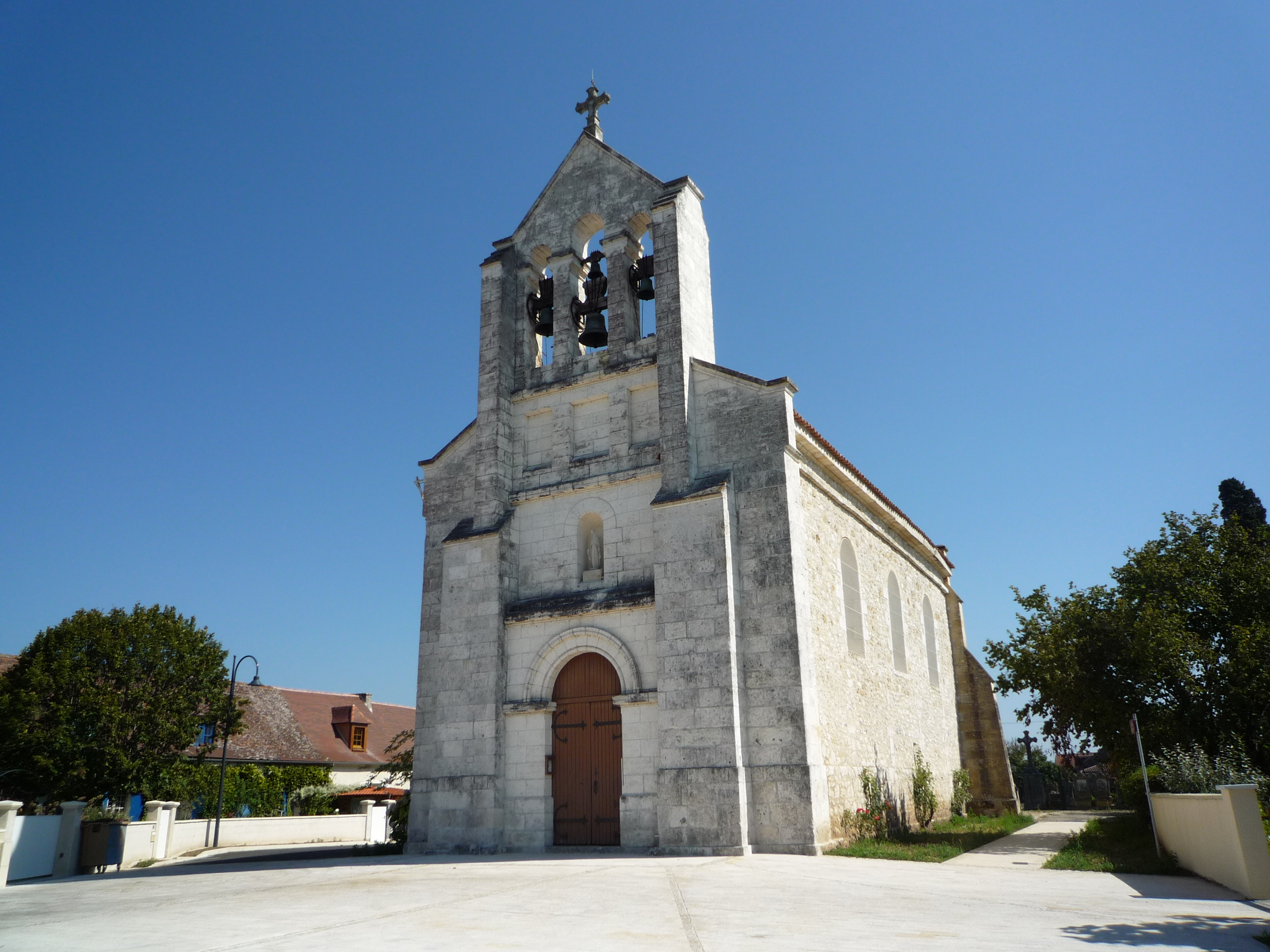
L'église.
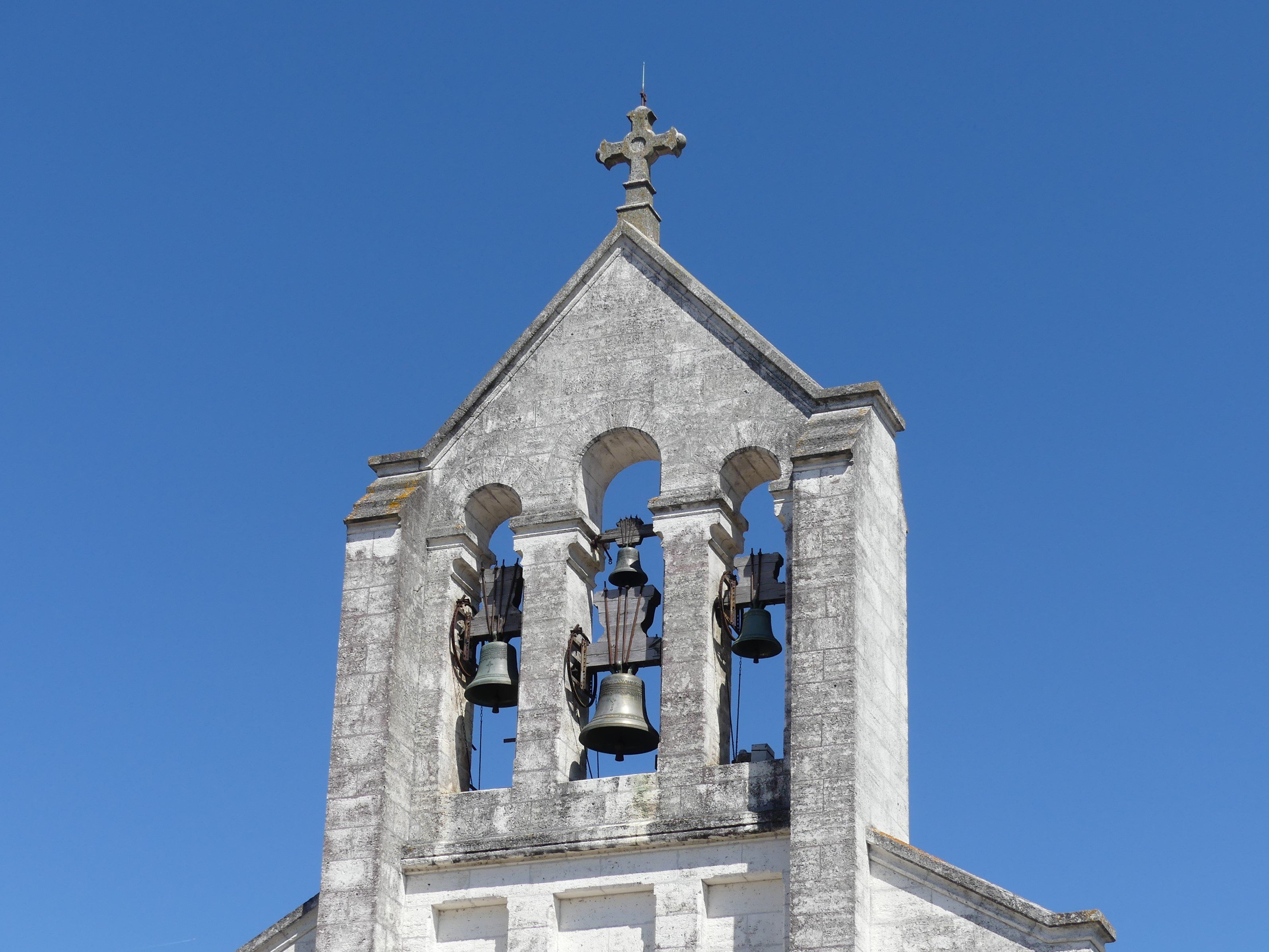
Son clocher-mur.
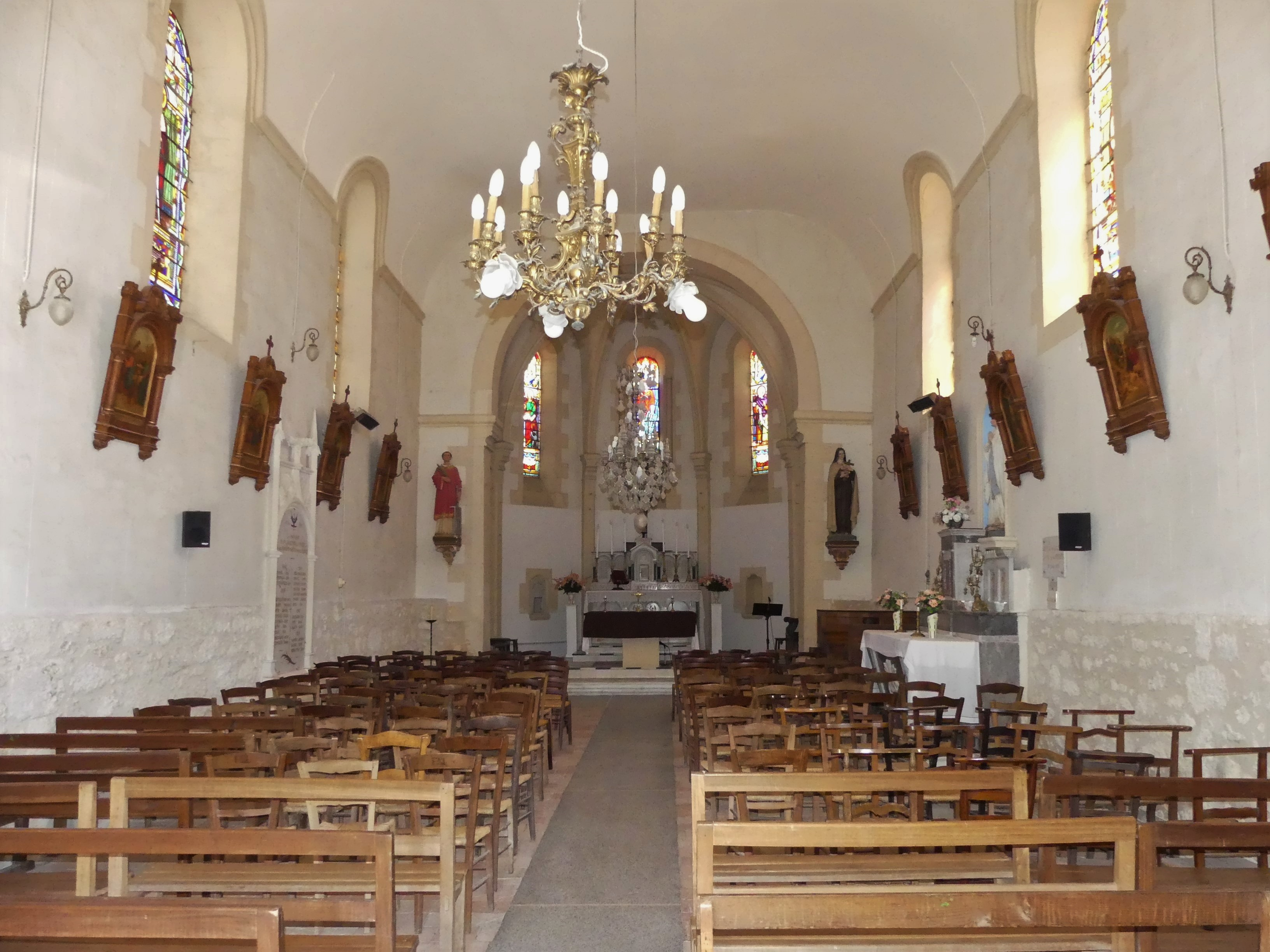
Sa nef.
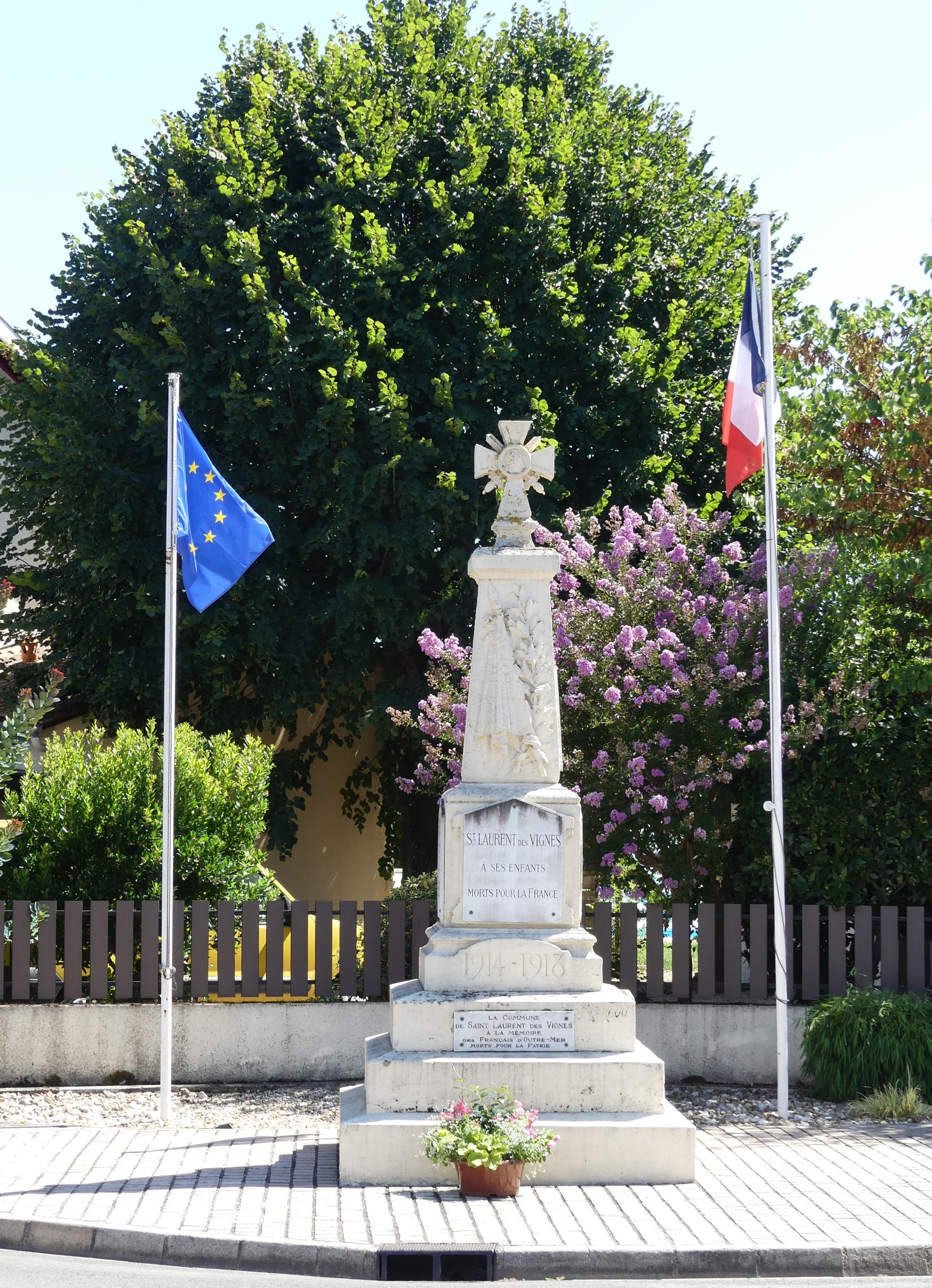
Le monument aux morts.

### Héraldique
| Blason de Saint-Laurent-des-Vignes | Blason  | Coupé : au 1er d'azur au gril d'argent, posé en pal, la poignée en bas, accompagné de deux grappes de raisin feuillées d'or brochant en flancs sur le gril, au 2e de gueules à trois lionceaux d'or couronnés, armés et lampassés de sable, accompagnés en chef d'une coquille d'argent. |
| Blason de Saint-Laurent-des-Vignes | Détails | Le statut officiel du blason reste à déterminer. |

## Pour approfondir